# مارك سميث (لاعب كرة قدم إنجليزي)
مارك سميث (بالإنجليزية: Mark Smyth)‏ (9 يناير 1985 بليفربول في المملكة المتحدة - ) هو لاعب كرة قدم إنجليزي وبريطاني في مركزي الهجوم والوسط. لعب مع نادي أكرينغتون ستانلي ونادي بانغور سيتي ونادي بريستاتين تاون ونادي كوناهس كواي ونادي ليفربول ونادي ويتون ألبيون وليه جنيسيس ‏ وVauxhall Motors F.C. ‏.

## وصلات خارجية
- مارك سميث على موقع قاعدة بيانات كرة القدم.إي يو (الإنجليزية)
- مارك سميث على موقع Soccerbase.com (لاعب) (الإنجليزية)